# تعهدات (فیلم)
تعهدات (انگلیسی: The Commitments) فیلمی در ژانر موزیکال، کمدی-درام، و درام به کارگردانی آلن پارکر است که در سال ۱۹۹۱ منتشر شد. از بازیگران آن می‌توان به ماریا دویل کندی، کالم مینی، و آلن پارکر اشاره کرد.
داستان فیلم:جوانی به دنبال تشکیل گروه موسیقی (بند) است که طی مدتی گروه گمنامی که از بافت فقیر جامعه گرد هم آمده‌اند
کم‌کم تبدیل به یک گروه موفق و سرشناس می‌شوند.